# Gaston Dupouy
Pour les articles homonymes, voir Dupouy.
Gaston Dupouy, né à Marmande (Lot-et-Garonne) le 7 août 1900 et mort à Toulouse le 22 octobre 1985, est un physicien français, directeur du CNRS de 1950 à 1957, dont il crée la médaille d'or.

## Carrière
Il passe son baccalauréat en étant élève au lycée de Mont-de-Marsan, il poursuit ses études à la Sorbonne en étant surveillant au lycée Saint-Louis de Paris. Il prépare une licence de physique puis obtient l'agrégation en 1922.
Il prépare une thèse de physique dans le laboratoire dirigé par Aimé Cotton à Paris. Il rejoint Aimé Cotton dans le laboratoire du Grand Électro-Aimant de Bellevue connu comme le laboratoire Aimé Cotton.
En 1930 il est nommé directeur adjoint de ce laboratoire. La même année il soutient sa thèse à Paris sur le sujet « Recherches expérimentales sur les propriétés magnétiques des cristaux. Contribution à la mesure des champs magnétiques. » Annales de Physique (Paris), Série 10, Vol. 15 (1931) 495–591
De 1935 à 1937 il occupe un poste de maître de conférences à Rennes. 
Il arrive comme professeur avec la chaire de physique, en 1937, dans la faculté des sciences de Toulouse. 
Vers 1938-1939 il lance le projet de construction du premier microscope électronique à lentilles magnétiques français. 
En 1945 il est nommé doyen de la faculté des sciences de Toulouse, il occupe cette fonction jusqu'en 1950. 
Élu membre de l'Académie des sciences en 1950, il prend la même année la direction du CNRS.

Peu après son départ de la direction générale du CNRS, en 1957, il reçoit la médaille d'or du CNRS. La même année, il retourne à Toulouse où il crée le Laboratoire d'optique électronique (LOE), qui s'installe en 1958 dans le quartier de Saouzelong. Sur ce site est construit un très puissant microscope électronique, d'un million d'électron-volt, dans un bâtiment sphérique aux dimensions imposantes appelé « la Boule » .

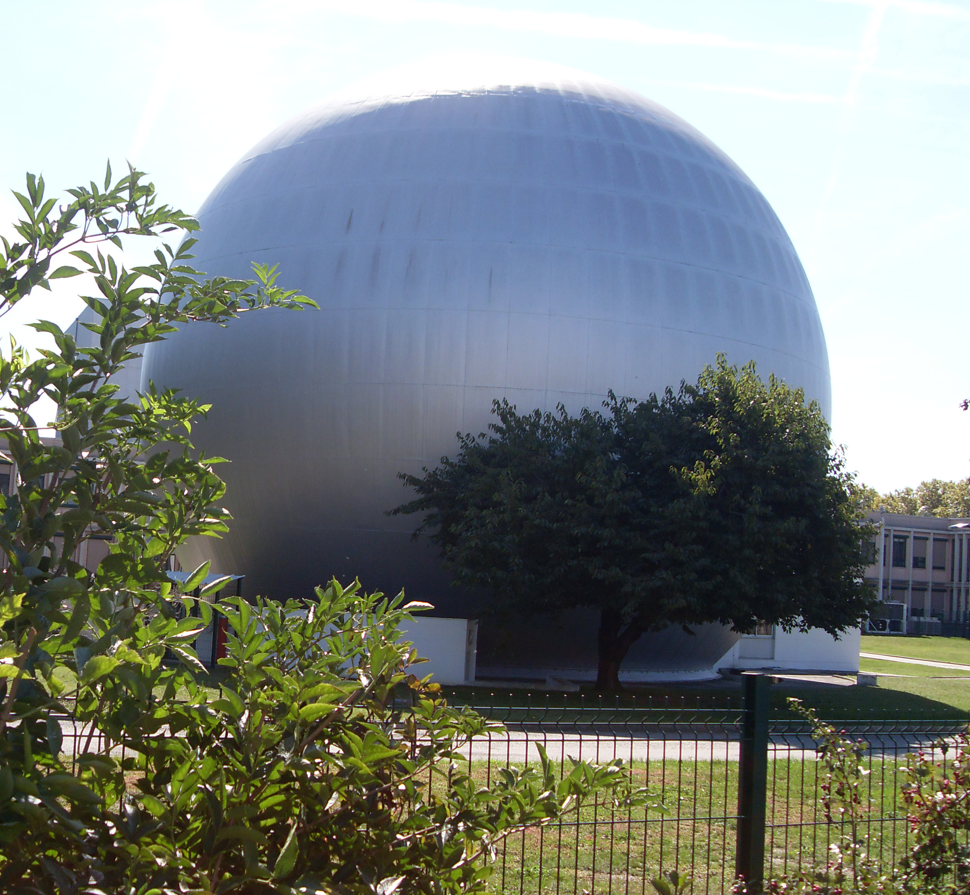
Cette photographie représente le bâtiment qui a hébergé le microscope électronique de Toulouse à la fin des années 1950. Il a été inauguré en présence du général de Gaulle le 14 février 1959. Il fait partie du patrimoine scientifique de Toulouse et est connu, en raison de sa forme sphérique, sous le nom de boule de Rangueil.

Gaston Dupouy y travaille en particulier avec Charles Fert.
En 1989, le LOE est remplacé par le Centre d'élaboration de matériaux et d'études structurales (CEMES). 
Gaston Dupouy avait été élu mainteneur de l'Académie des Jeux floraux en 1972. En 2002, un bâtiment de l'université Paul-Sabatier, construit au début des années 1990 et initialement appelé U1, a été nommé d'après lui, ainsi qu'une école primaire dans le quartier des Pradettes.